# Lomé-Abkommen
Das Lomé-Abkommen (auch Konvention von Lomé) war ein nach der togoischen Hauptstadt Lomé benanntes Abkommen der EG-Staaten mit 77 Entwicklungsländern in Afrika, Karibik und Pazifik (AKP-Staaten). Es wurde am 28. Februar 1975 als Nachfolger des Yaoundé-Abkommens unterzeichnet und am 31. Oktober 1979 durch Lomé II, am 8. Dezember 1984 durch Lomé III und am 15. Dezember 1989 durch Lomé IV ergänzt. Am 23. Juni 2000 wurde das Vertragswerk durch das nachfolgende Cotonou-Abkommen ersetzt.
Als Folge der 1995 vollzogenen Errichtung der Welthandelsorganisation (WTO) haben sich hinsichtlich der AKP-EU-Beziehungen eine Reihe von Reformerfordernissen ergeben. Diesen ist in dem im Juni 2000 unterzeichneten Cotonou-Abkommen Rechnung getragen worden. Diese neue Rechtsgrundlage der AKP-EU-Beziehungen hat eine Laufzeit von 20 Jahren. Während einer Übergangsperiode, die sich bis Ende 2007 erstreckte, galten die Bestimmungen des ausgelaufenen Lomé IV-Abkommens weiter. Am 1. Januar 2008 kamen die neuen, WTO-konformen Regeln zum Tragen. 
Den Beziehungen der Gemeinschaft zu den ehemaligen Kolonien der EU-Staaten ist in den Gründungsverträgen zur Errichtung der EWG explizit eine Sonderrolle zugewiesen worden. Ziel der beiderseitigen Beziehungen, die seit Mitte der 1960er Jahre auf der Grundlage mehrjähriger Abkommen betrieben wurden, ist eine umfassende wirtschaftliche, finanzielle, entwicklungspolitische und kulturelle Zusammenarbeit. Durch das Lomé-Abkommen verzichteten die EG/EU-Staaten im industriellen Bereich vollständig, im landwirtschaftlichen Bereich weitgehend auf Gegenpräferenzen bei Handelsabkommen. So wurde diesen Ländern ein bevorzugter Marktzugang in Europa gewährt. Darüber hinaus enthielten die Lomé-Abkommen eine Versicherung für Exporterlöse. Sinken diese durch Preisverfall auf dem Weltmarkt, so erfolgte aus dem STABEX-Fonds eine Ausgleichszahlung. Dieses System wurde auf 49 Agrarerzeugnisse und 7 Bergbauprodukte angewandt. Den kostenmäßig größten Teil dieses Abkommens nahm die Entwicklungshilfe durch Zuschüsse und günstige Kredite ein. Diese wurden aus dem Europäischen Entwicklungsfonds, der zu 25 % von Deutschland geleistet wird, gezahlt. Dies sollte vornehmlich zur Förderung der Landwirtschaft und des ländlichen Raumes dienen, konnte bei Bedarf jedoch auch andere Bereiche unterstützen.
Kernpunkte der AKP-Förderung waren zuletzt die Förderung von Demokratie, Menschenrechten, Rechtsstaat und für die Privatwirtschaft günstige Rahmenbedingungen.
Bei den Beziehungen zwischen der EU und den AKP-Staaten handelt es sich um ein entwicklungspolitisches Gesamtkonzept unter Einsatz einer Vielzahl von Kooperationsinstrumenten.

## Kritik
Kritik an diesem Vertragswerk entstand primär aus seinen Widersprüchen, wie zum Beispiel die Förderung der Landwirtschaft bei gleichzeitigen Einfuhrbeschränkungen in den EU-Markt. Um die EU-Landwirtschaft zu schützen, wird der Zugang zum EU-Markt von zahlreichen landwirtschaftlichen Produkten beschränkt, dabei handelt es sich jedoch zugleich um die wichtigsten Exportgüter der AKP-Länder. Aufgrund deren geringen Industrialisierung hatten die Marktöffnung der EG/EU-Staaten im industriellen Bereich kaum Bedeutung.